# Noël Burch
Noël Burch (n. 1932) es un crítico y teórico de cine estadounidense que se mudó a Francia a muy temprana edad. Famoso por todo su trabajo teórico y su contribución de términos comúnmente utilizados por académicos cinematográficos, como modos de representación institucional (IMR por sus siglas en inglés), y por sus teorías compiladas en libros cómo Theory of Film Practice y La lucarne de L’Infini.
En su libro Praxis del cine propone un interesante método de análisis. Su trabajo sobre el espacio fílmico se apoya en el estudio de la película muda de Renoir Nana, donde se valora su uso del fuera de campo.
Su mayor contribución a la historia de la crítica cinematográfica no fue su definición de las metáforas fílmicas del Hollywood clásico, que ya habían sido hechas, sino su enfoque en el cine prematuro. Ahí, él identificó una serie de estilos que llamaría modos de representación primitivos (PMR, por sus siglas en inglés). Al hacerlo, encontró lo que pensó era un cine más puro, sin haberse corrompido por la ideología burguesa.
Sea que su ideología moldeó su entendimiento de los estilos cinematográficos, o viceversa, su Teoría de la práctica fílmica es uno de los trabajos clave para la crítica del cine Western.
En el prefacio de la edición de 1980 de la Teoría de la práctica fílmica, Burch repudió algunas de sus teorías iniciales, expandidas en su limitada concepción del formalismo que él poseía y aplicadas a las artes cinematográficas. Pero Burch insiste en que el lector tiene que «escudriñar las pepitas que sigan aún en los escombros».
En su libro Al distante observador, a pesar de ser frecuentemente criticado como autocomplaciente y selectivo de la idealización de la estética japonesa al servicio de su propia ideología marxista antiestructuralista, permanece como la más robusta historia del cine japonés escrita por un occidental.
En 1998 codirigió el documental coproducción de Argentina y Francia, Aller simple (Tres historias del Río de la Plata).
En 2010 Noël Burch recibió el Venice Horizons Award en el Festival Internacional de Cine de Venecia por su película documental The Forgotten Space. 
En enero de 2013 Noël Burch lanzó una campaña de recaudación de fondos en Kickstarter.com para hacer la película narrativa The Gentle Art Of Tutelage.

## Premios y distinciones
Festival Internacional de Cine de Venecia
| Año  | Categoría                           | Película            | Resultado |
| ---- | ----------------------------------- | ------------------- | --------- |
| 2010 | Premio especial Orizonti del jurado | The Forgotten Space | Ganador   |